# Superparamagnetismo
El superparamagnetismo es un comportamiento magnético con algunas características del ferromagnetismo y otras del paramagnetismo. Su origen se debe a partículas mesoscópicas, con interacciones ferromagnéticas lo bastante intensas en su interior como para lograr un ordenamiento magnético por debajo de cierta temperatura crítica, pero con interacciones muy débiles entre ellas, con lo que el ordenamiento magnético no puede extenderse a todo el sistema. Así, se comportan como paramagnetos de momento magnético muy grande. A semejanza de los ferromagnetos, pueden exhibir ciclos de histéresis magnéticos o señal ac en la susceptibilidad, pero solo por encima de cierta frecuencia crítica a partir de la cual el momento magnético inducido no es capaz de seguir la dirección del campo aplicado.

## Descripción
En nanopartículas suficientemente pequeñas (dominios magnéticos) la magnetización puede cambiar aleatoriamente debido a la temperatura. El tiempo medio típico para que se produzca este cambio se llama tiempo de relajación de Néel. En ausencia de campo magnético externo, cuando el tiempo de medida de la magnetización de las partículas es mucho mayor que el tiempo de relajación, se observa que la magnetización media de la partícula aparenta ser cero; En ese caso se dice que la partícula está en un estado superparamagnético. En este estado un campo magnético externo es capaz de magnetizar las nanopartículas, de forma similar a como ocurre en un paramagnético. Sin embargo, la susceptibilidad magnética es mucho más elevada que en los paramagnéticos. La magnetofección es un ejemplo de utilización del fenómeno del superparamagnetismo.